# High-Z supernovae search team
High-Z supernovae search team est le nom d'un projet international de recherche de supernovae distantes en vue de déterminer l'histoire de l'expansion de l'Univers via la mesure de la distance de luminosité de ces objets, mené par l'astronome Brian P. Schmidt de l'observatoire du Mont Stromlo (Australie). Il a opéré à la même époque que le Supernova Cosmology Project et a obtenu les mêmes résultats que ce dernier, donnant la première indication sérieuse de l'accélération de l'expansion de l'univers fin 1998. Le projet regroupait une vingtaine de chercheurs issus de nombreuses institutions.

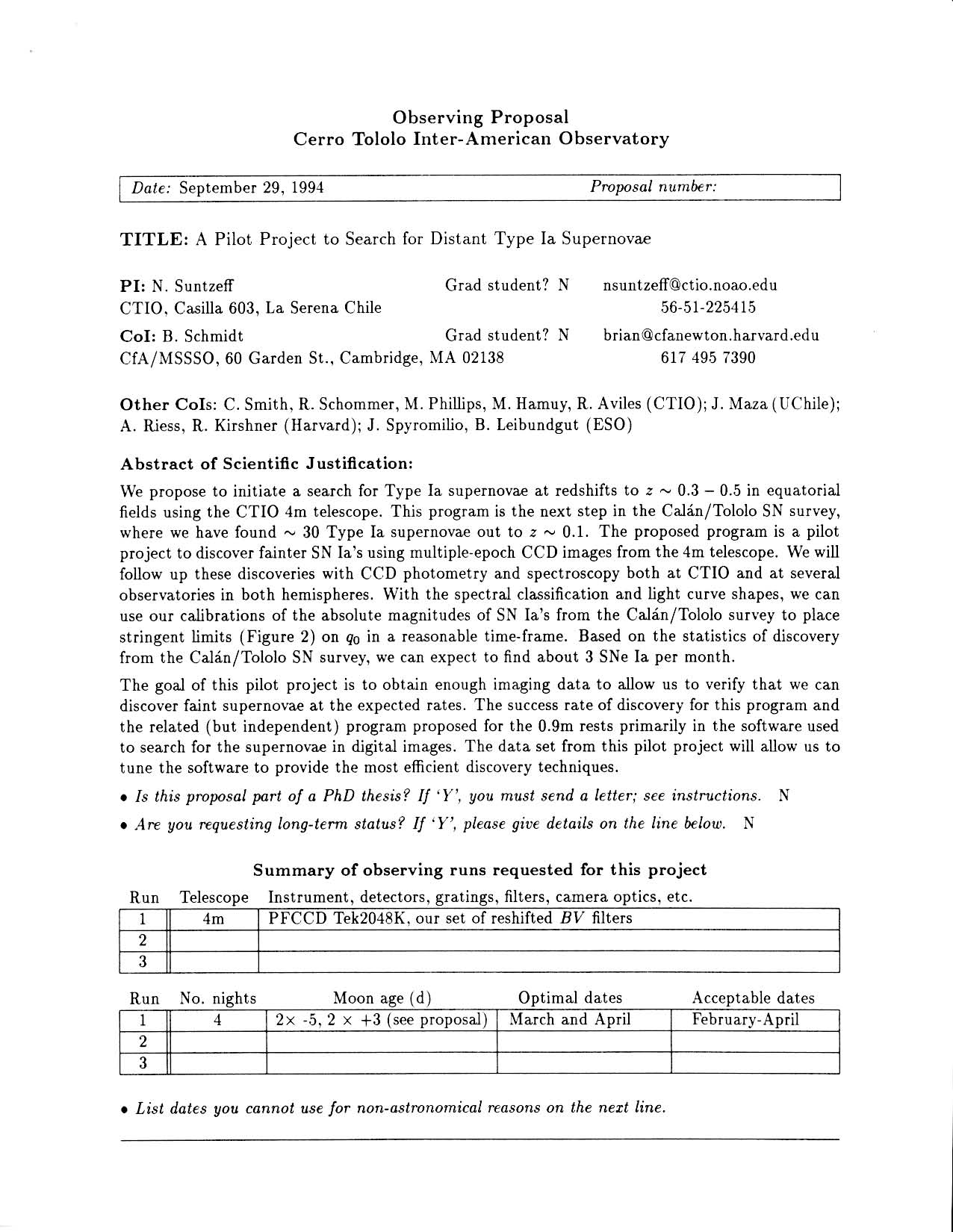
Proposition initiale de l'équipe pour la période d'observation au Cerro Tolo 1994

Le projet est né en 1994 sous l'impulsion de Brian P. Schmidt[réf. souhaitée].
La recherche de supernovae proprement dite était effectuée au télescope de 4 m du Cerro Tololo Interamerican Observatory (Chili). L'identification et la mesure du décalage vers le rouge des supernovae se faisait ensuite au télescope de 3,60 m de l'observatoire européen austral (Chili), ou à l'observatoire W. M. Keck (Hawaii).
L'équipe du High-Z supernovae search team a reçu, conjointement avec sa concurrente le Supernova Cosmology Project, le Prix Peter-Gruber de cosmologie en 2007. Deux de ses membres, Brian P. Schmidt et Adam Riess, ont également reçu le prix Shaw d'astronomie en 2006 puis le Prix Nobel de physique en 2011.